# 無限塔
無限塔（英語：Tower Infinity）座落於南韓首爾仁川國際機場附近，高453公尺，為世界首座具備隱形功能的摩天大樓。頂樓有觀景台，建築公司表示，未來內部將有雲霄飛車、水上樂園、音樂噴泉、景觀花園、婚禮會場、美食餐廳等娛樂用途。
无限塔将利用LED照明和光學攝影技術再加上電腦操作，營造大樓隱形效果。在特地時間和特地角度，玻璃帷幕會把大樓遮住，並反射其他影像，在視覺上產生錯覺，使其透明。

## 外部連結
- GDS website （页面存档备份，存于）
- Illustrations o Ecoprism Archive.today的存檔，存档日期2013-09-17
- www.klcse.com （页面存档备份，存于）